# Tower-Roosevelt
Tower-Roosevelt est une zone historique située dans le parc national de Yellowstone aux États-Unis.

## Description
La zone Tower-Roosevelt (en anglais : Tower-Roosevelt Area) est située sur la Grand Loop Road, à la jonction avec la Northeast Entrance Road.
La zone est constituée de deux pôles principaux : Tower Junction au nord et Tower Fall au sud, séparés d'environ 4 km. Les principaux sites comprennent la chute Tower (Tower Fall), le Black Canyon de la rivière Yellowstone, les Narrows et Roosevelt Lodge.
Le nom « Tower » de la zone fait référence à la chute Tower, qui doit son nom aux formations rocheuses en forme de tour (tower en anglais) qui se trouvent à son bord. Le nom « Roosevelt » de la zone fait référence au président américain Theodore Roosevelt qui a campé à proximité de Roosevelt Lodge lors de sa visite à Yellowstone en 1903.